# Б'янка Ламаде
Б'янка Ламаде (нім. Bianka Lamade; нар. 30 серпня 1982) — колишня німецька тенісистка.
Найвищу одиночну позицію світового рейтингу — 59 місце досягла 9 липня 2001, парну — 60 місце — 23 липня 2001 року.
Здобула 1 одиночний та 6 парних титулів.
Найвищим досягненням на турнірах Великого шолома було 2 коло в одиночному та парному розрядах.
Завершила кар'єру 2004 року.

## Фінали турнірів WTA

### Одиночний розряд (1-0)
| Легенда (singles) |
| Великий шлем (0)  |
| Tier I (0)        |
| Tier II (0)       |
| Tier III (0)      |
| Tier IV and V (1) |

| Результат | W/L | Дата     | Турнір        | Покриття | Суперниця      | Рахунок       |
| --------- | --- | -------- | ------------- | -------- | -------------- | ------------- |
| Перемога  | 1–0 | Чер 2001 | Tashkent Open | Тверде   | Седа Норландер | 6–3, 2–6, 6–2 |

### Парний розряд (0–2)
| Результат | W/L | Дата     | Турнір                                         | Покриття   | Партнерка         | Суперниці                      | Рахунок  |
| --------- | --- | -------- | ---------------------------------------------- | ---------- | ----------------- | ------------------------------ | -------- |
| Поразка   | 0–1 | Жов 2001 | BGL Luxembourg Open, Люксембург                | Тверде (i) | Патті Шнідер      | Олена Бовіна Даніела Гантухова | 3–6, 3–6 |
| Поразка   | 0–2 | Чер 2002 | Rosmalen Grass Court Championships, Нідерланди | Трава      | Магдалена Малеєва | Кетрін Берклей Мартіна Мюллер  | 4–6, 5–7 |

## Фінали ITF
| Легенда         |
| --------------- |
| турніри $75,000 |
| турніри $50,000 |
| турніри $25,000 |
| турніри $10,000 |

### Одиночний розряд (3–1)
| Результат | Ранг | Дата          | Турнір                      | Покриття   | Суперниця          | Рахунок       |
| --------- | ---- | ------------- | --------------------------- | ---------- | ------------------ | ------------- |
| Перемога  | 1.   | 17 липня 2000 | Ле-Туке-Парі-Плаж, Франція  | Ґрунт      | Селіма Сфар        | 7–5, 6–4      |
| Перемога  | 2.   | 24 липня 2000 | Ле-Контамін-Монжуа, Франція | Тверде     | Даллі Рандріантефі | 6–2, 6–1      |
| Перемога  | 3.   | 9 лютого 2003 | Мідленд (Мічиган), США      | Тверде (i) | Лора Гренвілл      | 6–3, 1–6, 6–4 |
| Поразка   | 4.   | 28 липня 2003 | Петанж, Люксембург          | Ґрунт      | Анжеліка Бахманн   | 4–6, 6–7(7–9) |

### Парний розряд (6–1)
| Результат | Ранг | Дата             | Турнір                     | Покриття   | Партнерка     | Суперниці                            | Рахунок            |
| --------- | ---- | ---------------- | -------------------------- | ---------- | ------------- | ------------------------------------ | ------------------ |
| Перемога  | 1.   | 12 червня 2000   | Ленцергайде, Швейцарія     | Ґрунт      | Мія Буріч     | Іветте Бастінг Андреа ван ден Гурк   | 7–5, 6–3           |
| Перемога  | 2.   | 17 липня 2000    | Ле-Туке-Парі-Плаж, Франція | Ґрунт      | Ясмін Вер     | Еухенія Чіальво Лурдес Домінгес Ліно | 6–3, 7–5           |
| Перемога  | 3.   | 30 липня 2000    | Ле-Контамін, Франція       | Тверде     | Каролін Денін | Карін Борню Кім де Вейлле            | 6–7(4–7), 6–4, 6–4 |
| Перемога  | 4.   | 27 липня 2003    | Ле-Контамін, Франція       | Тверде     | Каролін Денін | Кільдін Шевальє Олександра Кравець   | 6–4, 6–2           |
| Поразка   | 5.   | 28 липня 2003    | Петанж, Люксембург         | Ґрунт      | Ніколь Людвіґ | Івета Герлова Андреа Масарикова      | 2–6, 7–5, 6–7(1–7) |
| Перемога  | 6.   | 12 жовтня 2003   | Жуе-ле-Тур, Франція        | Тверде (i) | Ліга Декмеєре | Леслі Буткевіч Кароліне Мас          | 6–1, 6–2           |
| Перемога  | 7.   | 2 листопада 2003 | Пуатьє, Франція            | Тверде (i) | Каролін Денін | Юлія Бейгельзимер Тетяна Пучек       | 7–5, 6–2           |